# Blåhaj
Blåhaj (stilizirano BLÅHAJ, 'plavi morski pas', kolokvijalno anglicizirano kao /blɑːhɑːʒ/, /blɑːhɑː/ ili /bloʊhaɪ/) jest plišana igračka koju proizvodi i prodaje švedska tvrtka IKEA. Izrađena je po uzoru na plavoga morskog psa, a izrađuje se od reciklirana poliestera, igračka je postala poznata na društvenim mrežama kao popularan internetski mem, posebno u transrodnoj zajednici, a IKEA se njome koristila kao maskotom u nekim regijama.

## Fizička svojstva
Blåhaj je 100 centimetara duga plišana igračka nalik plavomu morskom psu i punjena recikliranim poliesterom. Može se prati u perilici na 40°C 
Dostupna je i manja, 55 centimetara dugačka, inačica Blåhaja. 

## Proizvodnja i distribucija
Blåhaj je bio dostupan u IKEA-i od otprilike 2010., a prije je bio poznat kao klappar haj (stilizirano KLAPPAR HAJ, 'mazni morski pas'), a bio je sive, ne plave boje. Od 2012. godine IKEA je počela rabiti plavu tkaninu, ali zadržala je naziv klappar haj još neko vrijeme.
U rujnu 2021. računi na Twitteru koji predstavljaju IKEA-u u Irskoj i Singapuru, kao odgovor na upite kupaca o igrački, tvrdili su da će Blåhaj biti ukinut u travnju 2022. Izvori su kasnije potvrdili da ga nema na zalihama ili da je uklonjen iz IKEA-inih trgovina u Kini, Tajvanu i Singapuru. Međutim, IKEA-in američki račun kasnije je naveo da će igračka ostati dostupna za prodaju u Sjedinjenim Američkim Državama. Kasnije je IKEA-in tim za odnose s medijima pojasnio da plišanac neće biti ukinut, ali popisi online trgovina i stvarnih trgovina u nekoliko zemalja jednostavno odražavaju problem u opskrbnome lancu. Početkom 2022. otkriveno je da su novi plišanci Blåhaj proizvedeni u Indoneziji, što ukazuje na to da su tijekom tog razdoblja promijenili dobavljača.

## Kao kulturološki fenomen
Godine 2018. Blåhaj je postao poznat kao internetski mem: korisnici društvenih medija objavljivali su njegove duhovite fotografije u svojim domovima. Otprilike u to vrijeme Blåhaj se počeo povezivati s LGBT zajednicom, a posebno s transrodnim zajednicama. Smatralo se da IKEA priznaje ovaj fenomen (unatoč tome što to nije otvoreno izjavila) kada je tvrtka objavila niz oglasa u znak podrške švicarskom referendumu o istospolnim brakovima 2021. s tom igračkom. Zbog ove se povezanosti Blåhaj općenito smatra simbolom online transrodne zajednice. 
Igračka je nastavila biti inspiracijom memovima i objavama na društvenim mrežama kao što su Instagram, Twitter, Reddit, i TikTok. Postao je populara diljem svijeta. 
Blåhaj se također nakratko pojavio u televizijskoj seriji Hawkeye koju producira Marvel Studios. 
Kao odgovor na najavu da će se prodaja Blåhaja prekinuti u određenim regijama, pojam Blåhaj bio je popularan kao tema na društvenim mrežama nekoliko dana jer su obožavatelji igračke tvrdili da izumire. Sličan odgovor društvenih medija nastao je kada su neke IKEA-ine trgovine u Hong Kongu upotrijebile igračku u izložbi koja demonstrira funkcionalnost vakuumskih vrećica. 
Kao odgovor na popularnost igračke IKEA je proizvela liniju vrećica s Blåhajem za kupnju koje se prodaju u njezinim trgovinama u nekim regijama uključujući Tajvan i Maleziju. IKEA se također koristila Blåhajom u marketinškom materijalu: IKEA u Japanu igračkom se služila kao maskotom u marketinškoj kampanji za male stanove koje IKEA prodaje u regiji. U kampanji Blåhaj glumi agenta za nekretnine koji zamišlja maleni stan. IKEA Malezije i Tajvana prodavala je peciva punjena crvenim grahom i sezamom koja podsjećaju na Blåhaj, a u Hong Kongu predstavila je Blåhaj kao dio reklamne kampanje za svoju podružnicu Tsim Sha Tsui, navodeći lokaciju kao Tsim Shark Tsui.
U studenom 2022. kanadska IKEA nudila je transrodnim osobama posebno izdanje Blåhaja u bojama zastave ponosa transrodnih osoba i s njihovim imenom izvezenim na peraji. Jedan od njih poklonjen je centru za seksualno zdravlje u Halifaxu, u Novoj Škotskoj.